# Видоје Петровић
Видоје Петровић (Лешница, 28. јун 1961) је политичар у Србији. Био је вишегодишњи градоначелник Лознице и три мандата је био у Народној скупштини Србије као посланик Г17 плус и Уједињених региона Србије. Петровић је тренутно члан Српске напредне странке.

## Рани живот и каријера
Петровић је рођен у Лешници, селу у општини Лозница, у тадашњој СР Србији у ФНРЈ. Завршио је Војну академију у Београду, шеснаест година радио у Министарству унутрашњих послова и надгледао прву кохорту дипломаца на Полицијској академији у Београду.

## Политичар

### Општинска политика
Петровић је први пут изабран за градоначелника Лознице директним гласањем као кандидат Г17 Плус на општинским изборима 2004. Србија је потом окончала директне изборе градоначелника, а Петровић је добио други мандат гласањем у градској скупштини након локалних избора 2008.
У новембру 2006. Петровић и амбасадор Сједињених Држава Србије Мајкл Поулт отворили су канцеларију за локални економски развој у Лозници, коју финансира Агенција САД за међународни развој (УСАИД). У јуну 2010. Петровић се придружио министру привреде Србије Млађану Динкићу да најави да ће италијанска конфекција Голден Лејди изградити фабрику у граду. Такође је служио у Комори локалних власти у Конгресу локалних и регионалних власти Савета Европе од 2004. до 2011. године, прво као делегат за Србију и Црну Гору, а потом и за Србију након проглашења независности Црне Горе 2006. године.
Г17 Плус је 2012. године створио нови политички савез под називом Уједињени региони Србије (УРС). Петровић је на локалним изборима 2012. довео алијансу до плуралистичке победе са двадесет и једним од педесет девет мандата, а потом је изабран за још један мандат градоначелника.
УРС се распао након лошег резултата на српским парламентарним изборима 2014. Петровић се придружио Напредној странци 2015. године и довео је до већинске победе са тридесет четири мандата на локалним изборима 2016. Он и председник Србије Александар Вучић су 2018. године најавили да ће кинеска компанија за аутоделове Минт инвестирати у фабрику у граду. Петровић је потом промовисао улагање у сектор електричних возила у Лозници 2019. године, наводећи као подстицај присуство рудника Јадар компаније Рио Тинто у општини.
Он је довео Напредну странку до повећане већине са четрдесет три од педесет девет мандата на локалним изборима 2020.

### Посланик у Народној скупштини
Петровић се појавио на изборној листи Г17 плус на српским парламентарним изборима 2003, заузевши 172. позицију од 250. Листа је освојила тридесет четири мандата, а он није изабран за мандат. (Од 2000. до 2011. године, мандати на српским изборима одржаним по пропорционалној заступљености додељивани су успешним странкама или коалицијама, а не појединачним кандидатима, а уобичајена пракса је била да се мандати додељују по бројчаном редоследу. Петровићу је мандат могао бити додељен упркос својој позицији на листи – која је у сваком случају била углавном по азбучном реду – али он није био додељен) Г17 Плус је учествовао у коалиционој влади Србије након избора, а Петровић је био у министарству финансија од марта до октобра 2004.
Поново се појавио на листи Г17 Плус за парламентарне изборе 2007. Листа је освојила деветнаест мандата и том приликом је изабран у скупштинску делегацију странке. Г17 Плус се након избора придружио нестабилној коалиционој влади коју су предводиле Демократска странка (ДС) и ривалска Демократска странка Србије (ДСС), а Петровић је био присталица администрације.
Коалиција ДС-ДСС распала се почетком 2008, што је довело до нових избора те године. Г17 плус је учествовао у коалицији Демократске странке За европску Србију, која је са 102 од 250 места изашла као највећа група у скупштини. Петровић је био кандидат Г17 плус на листи и изабран је за други мандат након избора. После продужених преговора, За европску Србију формирала је нову коалициону владу са Социјалистичком партијом Србије и другим странкама, а Петровић је поново био присталица министарства. Његов мандат у скупштини био је кратак; поднео је оставку 29. октобра 2008.
Изборни закони Србије реформисани су 2011. године, тако да су мандати додељени по бројчаном реду кандидатима на успешним листама. Петровић је на парламентарним изборима 2012. године освојио девету позицију на листи Уједињених региона Србије и поново је изабран када је Савез освојио шеснаест мандата. УРС је у почетку учествовао у коалиционој влади коју су предводиле Српска напредна странка и Социјалистичка партија Србије. Петровићев мандат поново је био кратак; након реформи из 2011. године, није могао да има двојни мандат градоначелника и члана скупштине, па је 29. августа 2012. поднео оставку на свој мандат. У априлу 2013. Г17 Плус се формално спојио са УРС. Петровић је промовисан на четврту позицију на листи УРС-а за изборе 2014. године, али листа није прешла изборни цензус да би изборила заступљеност у скупштини.
Од 2021. године није тражио избор у Народну скупштину као члан Напредне странке.